# Elise Neal
Elise Neal (Memphis, 14 maart 1966) is een Amerikaans actrice. Ze werd in 2006 genomineerd voor een Screen Actors Guild Award samen met de gehele cast van de misdaad-muziekfilm Hustle & Flow. Daarnaast werd ze in zowel 2000, 2001 (beide keren voor haar hoofdrol als Yvonne Hughley in de komedieserie The Hughleys) als 2006 (voor haar bijrol als Yevette in Hustle & Flow) genomineerd voor een Image Award. Neal  maakte in 1992 haar filmdebuut als een niet bij naam genoemde prostituee in Malcolm X.
Neal speelde behalve in films tevens rollen als wederkerende personages in televisieseries. De meest omvangrijke daarvan zijn die als Yvonne Hughley in The Hughleys, die als Tia Jewel in All of Us en die als Luitenant J.J. Fredricks in SeaQuest DSV. Daarnaast had ze eenmalige gastrollen in meer dan tien andere series, zoals Law & Order, Family Matters, The Fresh Prince of Bel-Air, Chicago Hope, CSI: Crime Scene Investigation en Private Practice.

## Filmografie
*Exclusief televisiefilms
| - 1982 (2013) - School of Hard Knocks (2013) - The Undershepherd (2012) - Who's Watching the Kids (2012) - Breathe (2011) - Poolboy: Drowning Out the Fury (2011) - The Perfect Man (2011) - Lord All Men Can't Be Dogs (2011) - N-Secure (2010) - Gun (2010) - Love Chronicles: Secrets Revealed (2010) - Love Ranch (2010) - Let God Be the Judge (2010) - Preaching to the Pastor (2009) - Who's Deal? (2008) | - 4 Life (2007) - Hustle & Flow (2005) - Playas Ball (2003) - Paid in Full (2002) - Sacred Is the Flesh (2001) - The Rising Place (2001) - Mission to Mars (2000) - Restaurant (1998) - Scream 2 (1997) - Money Talks (1997) - How to Be a Player (1997) - Rosewood (1997) - Let It Be Me (1995) - Malcolm X (1992) |

## Televisieseries
*Exclusief eenmalige gastrollen
- Belle's - Jill Cooper (2013, zes afleveringen)
- A.N.T. Farm - Roxanne Parks (2011, vier afleveringen)
- The Cape - Susan Voyt (2011, drie afleveringen)
- My Manny - Jennifer (2009, tien afleveringen)
- K-Ville - Ayana Boulet (2007, zeven afleveringen)
- All of Us - Tia Jewel (2003-2005, 44 afleveringen)
- The Hughleys - Yvonne Hughley (1998-2002, 89 afleveringen)
- SeaQuest DSV - Luitenant J.J. Fredricks (1995-1996, dertien afleveringen)
- Hangin' with Mr. Cooper - Lisa (1993-1995, twee afleveringen)

- Library of Congress Control Number: nr00006583
- SNAC: w6vq69xx
- Virtual International Authority File: 171184385
- WorldCat: E39PBJcrgvfTFKqmDq4vryQDv3